# Quinta Grijalva (Villahermosa)
La Quinta Grijalva es la residencia oficial del gobernador del Estado de Tabasco. Está ubicada en la calle Plutarco Elías Calles, en la Colonia Nueva Villahermosa, de la ciudad de Villahermosa, Tabasco  en México. Es la residencia oficial del gobernador del Estado. El primer gobernador que residió en la Quinta Grijalva fue Manuel Bartlett Bautista.

## Antecedentes
El 9 de septiembre de 1946, el licenciado Aguillón vendió la propiedad al licenciado Francisco J. Santamaría quien fue gobernador de Tabasco de 1947 a 1952. Se le empezó a llamar Quinta Isabel como un homenaje del licenciado Santamaría a su esposa doña Isabel Calzada.

## Casa de gobernadores
A la salida de Francisco J. Santamaría, Manuel Bartlett asumió el cargo de Gobernador el 1 de enero de 1953. Y es él, el que considera necesario que haya una casa para que la habiten los gobernadores.
El Honorable XL Congreso del Estado Libre y Soberano de Tabasco, expidió el decreto número 187 el 29 de abril de 1953, para legalizar la adquisición de una finca apropiada con las condiciones necesarias de comodidad y seguridad que pueda destinarse a Residencia del Titular del Poder Ejecutivo y de su familia.

## Nombre oficial
El día 3 de octubre de 1953, el Periódico Oficial publicaba el Acuerdo que imponía el nombre de Quinta Grijalva: Fue adquirido un predio urbano destinado a residencia del Titular del Poder Ejecutivo y su familia 
«Considerando que es pertinente que el nombre que se imponga a dicho predio esté en consonancia con la tradición, historia y condiciones geográficas de nuestro Estado y responda por su simbolismo al carácter oficial que conforme a su objeto ha adquirido y al mismo tiempo que dicho nombre sea familiar y accesible a la mentalidad popular

## Cena de embajadoras
La Quinta era orgullosa anfitriona de las festividades más importantes del año, pero ninguna fiesta alcanzaba tanto prestigio como la Cena de Embajadoras.
Esta cena con el paso del tiempo se convirtió en una gala que ofrecía el gobernador a las 17 embajadoras de cada municipio del estado, en vísperas de la elección de la flor más bella de Tabasco, y que tuvo lugar anualmente hasta el año 2012. 
En 2013 este evento que se realizaba en la residencia oficial del gobernador, fue cancelado y sacado de los eventos de prefería, como una medida de austeridad del gobierno de Arturo Núñez Jiménez
- Datos: Q130101888